# Скотт Маклафлін
Скотт Томас Маклафлін (англ. Scott Thomas McLaughlin; нар. 10 червня 1993, Крайстчерч, Нова Зеландія) — новозеландський автогонщик, дворазовий чемпіон австралійського чемпіонату V8 Supercars (2018 та 2019) та переможець 2019 Bathurst 1000. Наразі він виступає за команду DJR Team Penske за кермом Ford Mustang GT #17.